# Павзаний
 Тази статия е за древногръцкия писател.  За древногръцкия пълководец със същото име вижте Павзаний (пълководец).  
Павзаний (на гръцки: Παυσανίας) е древногръцки писател и пътешественик, автор на първия „пътеводител“ в историята на човечеството. Неговата „Ελλάδος Περιήγησις“ (Периегезис, „Описание на Елада“) е основен извор за историята на културата и митологията на Древна Гърция.

## Историческа епоха
Павзаний е роден в епохата, в която властва така наречения Римски мир. Гражданските войни между могъщите мъже и прославени военачалници на Рим за овладяване на гражданската и военна власт отдавна са прекратени. Последното стълкновение при Акциум (2 септември 31 пр.н.е.) между Гай Октавиан и Марк Антоний дава окончателния край на междуособици, довели до множество жертви и разруха, а последните две от тези междуособни сражения се разиграват на елинска земя, която от 146 пр.н.е e част от Римската империя. Победителят при Акциум, Октавиан Август, управлявал като абсолютен монарх чак до смъртта си в 14 г., постепенно съсредоточава в ръцете си цялата власт и по този начин формира познатата римска политическа система, начело на която стои човекът, отговорен за всички вътрешни и външни дела на държавата – императорът.
През I век границите на империята достигат на север до Рейн и Дунав, на запад до Атлантическия океан, на изток до р. Ефрат, а на юг обхващат на практика цяла Северна Африка дълбоко на юг, до пустинята, и цял Египет. През 20-те години на II в. необятната римска държава успява да привлече към себе си Британия, Дакия (северно от р. Дунав, днешна Румъния), Месопотамия (днешен Ирак) и стига далеч – до бреговете на Каспийско море.
С тези граници римската завоевателна политика достига своя предел. Оттук насетне целта на римските легиони е да бранят и пазят границите на империята, докато във вътрешността на страната се възцарява мир (Пакс Романа), който спомага за развитието не само на търговията, но и за разцвета на духовния живот, науките и изкуствата.
В тези щастливи години, когато всеки е бил свободен да пътува до всяко място на империята, където пожелае, живее и Павзаний.

## Биография и пътешествия
Роден е около 110 година сл. Хр., когато на власт е император Траян (98 – 117), по всяка вероятност в Магнезия, на река Хермус, която тече в северните подножия на Сипилон, планина в Лидия на Мала Азия. Потеклото на Павзаний не е гръцко. Той произхожда от богатото семейство на консервативни местни велможи, които съхраняват и поддържат добри връзки с областните римски управници. Семейството на Павзаний се грижи сериозно за неговото образование – да научи правилно и изчерпателно атическия диалект и да се запознае в дълбочина с образците на гръцката поезия, философия и история. Като разполага вероятно с една щатна длъжност в Пергамската библиотека и най-вече с икономическата независимост, осигурена му от семейни средства, Павзаний още като младеж предприема множество пътувания в Египет, Сирия, Палестина, в Рим и други части на Италия, а също и в Южна Македония и Тесалия. Южна Елада безспорно той ще посети много пъти, когато го обзема идеята за написването на Периегезиса, където той впряга цялото свое вдъхновение и ентусиазъм, за да опише всички древни места с техните безбройни храмове и уважавани светилища, древните култове и вярвания, историческите паметници и народните предания, към които Павзаний таи голяма слабост. Описаното от него пътешествие започва от нос Сунион в Атика и продължава през Мегара, Коринт, Арголида, Лакония, Месения, Елида, Олимпия, Ахая, Аркадия, Беотия, Фокида до Делфи.
Павзаний обикаля и описва, без да се интересува обаче обстойно от художествената стойност на огромния брой статуи, издигнати на обществени места или в храмовете, без да го запленяват обилно украсените светилища, богати със своята архитектурна украса, нито творбите на прославени художници от древността, които той вижда и които са оцелели векове наред до негово време с неизбледнели бои върху външните стени на стоите.
Атина Павзаний вероятно посещава около 145 г. сл. Хр. (15 години по-рано градът е посетен за трети път от император Адриан, който освещава храма на Зевс Олимпийски, построен с негови лични средства). Той слиза на суша на пристанището на Зеа (днешното Πασαλιμάνι) и започва своята обиколка от Пирея. След като разглежда забележителностите на Фалирон и пристанището около днешния полуостров Свети Козма (Κωλιάς άκρα), той се отправя към Пирея, откъдето, като върви по пътя за Атина покрай Голямата стена, достига до Дипилон и оттук продължава към Агората. Сведенията му за обществените постройки и храмове са ценен извор за американските археолози, които организират разкопките на цялата тази местност.
Преминавайки източно от Агората и северно от хълма на Акропола, Павзаний достига до мястото на Олимпейона и изразява възхищението си от Панатенейския Стадион, построен от Ирод Атик, един от най-богатите атиняни, който е бил на голяма почит в Атина и е бил обявен за „пръв сред елините“, а в Рим, през 143 г. става и консул.
Като напуска този район, Павзаний приближава Акропола от южната му страна, където споменава за теменоса и театъра на Дионис, западно от храма на Асклепий, а оттук се качва към Пропилеите, за да влезе в самия Акропол. Този регион е място за поклонение за периегета. Тук той описва с най-големи подробности впечатленията си от всеки храм и всяко оброчно място, без да забравя свещените церемонии, които се извършват тук, а после, слизайки от Акропола, разказва и за Ареопага.
След тази обиколка Павзаний посещава различни деми в областта Атика, между които Маратон, Браурон, Рамнунт и околностите на град Ороп.
След като посещава Саламин, поема по Свещения път (Ιερά Οδός) и достига до Елевзина. След като Павзаний дава подробно описание на храмовете и паметниците в Мегара, пътят го завежда към провлака на Коринт (Истъм) и в областта на коринтийците, за които той отваря дума във втората книга от своето „Пътешествие из Елада“, Κορινθιακά.
Павзаний умира през 180 г. или една-две години по-късно. При все това не успява да издаде като едно цяло труда на своя живот – по-вероятно това прави някой от неговото приятелско обкръжение по време на управлението на император Комод (180 – 193 г.).

## Творчество
„Ελλάδος Περιήγησις“ („Описание на Елада“) се състои от 10 книги. Макар че няма голяма литературна стойност и стегнатият и изкуствен стил на Павзаний се различава доста от изящността на класическите образци, информацията, събрана в тези десет книги, е един неизчерпаем извор за неизброимото архитектурно богатство на Елада от онова време, ценен извор и за последвалите исторически и археологически проучвания на региона.
Първата книга „Αττικά“ (Нещата в Атика) описва пътуването на Павзаний около 150 година. Обиколката си в Арголида и Коринт той осъществява през 155 г. и тя малко по-късно прелива в посещението му на Лакония и Месения. Вероятно „Κορινθιακά“ (Коринт), „Λακωνικά“ (Лакония) и „Μεσσηνιακά“ (Месена) са завършени преди 173 г., защото самият автор споменава, че през тази година той пише „Ηλιακά“ (в 2 книги), „Αχαϊκά“ (Ахея) и „Αρκαδικά“ (Аркадия) и една трета книга – Βοιωτικά (Беотия) и Φωκικά (Фокида). Последните книги най-вероятно са видели бял свят по време на управлението на Марк Аврелий (161 – 180 г.).
Със своите сведения Павзаний се превръща за следващите поколения както в богат извор на познания по митология, политическа история и народна култура, така и в точен наръчник по антична топография за бъдещите археологически проучвания – особено когато започват разкопките в Керамейк и Дипилон (1874 г.), в древна Олимпия (1875 г.), в акропола на Микена (1876 г.), в Орхомен в Беотия (1880 г.), в Асклепейона на Епидавър (1881 г.), в Елевзина (1882 г.), на Атинския Акропол и Тиринт (1884 г.), в Мантинея (1887 г.), в Делфи (1892 г.) и на много други места.

## Издания
Ръкопис с Павзаниевия текст е спасен при разграбването на Константинопол от турците заедно с други антични свитъци и е съхранен във Венеция. През 1516 г. е издаден там, но същинската му критична обработка е през втората половина на XIX век. През 1903 г. издателство Teubner в Лайпциг го публикува в три тома (препечатани през 1967 г. в Щутгарт). Те са последвани от днес меродавното издание на M. H. Rocha-Pereira. 1973, 1977, 1989. 3 vol. Teubner. Leipzig и съпътствувани от двуезичните серии на W. Jones в поредицата Loeb от 1918 – 1935 г.
На български книгата е издадена от Център по тракология „Проф. Александър Фол“ към БАН в превод на Валерий Русинов и бележки на Кирил Йорданов

## Изследвания
- Christian Habicht. Pausanias' Guide to Ancient Greece. Berkeley, 1985.
- Denis Knoepfler. Pausanias à Rome en l'an 148? – REG, 112, 1999, 485 – 509.
- Pausanias: Travel and Memory in Roman Greece. Eds. Susan Alcock, John Cherry, and Jas Elsner. Oxford, 2001.
- William Hutton. Describing Greece. Landscape and Literature in the Periegesis of Pausanias. Cambridge, 2005.
- William Hutton. The Construction of Religious Space in Pausanias. – In: Pilgrimage in Graeco-Roman and Early Christian Antiquity: Seeing the Gods. Ed. by Jas' Elsner and Ian Rutherford. Oxford, 2006, pp.
- Pretzler, Maria. Pausanias: Travel Writing in Ancient Greece. London, 2007 (Classical Literature and Society).
- Pirenne-Delforge, Vinciane. Retour à la source. Pausanias et la religion grecque. Liège, 2008 (Kernos Suppléments, 20).
- Хинковски, Симеон. Митологичното и историческото в трета книга Лаконика на Павзаний – Описание на Елада. – В: Езици и култури в диалог: Традиции, приемственост, новаторство. Конференция, посветена на 120-годишната история на преподаването на класически и нови филологии в Софийския университет „Св. Климент Охридски“. С., 2010,